# کوئیک (سرپل ذهاب)
کوئیک، روستایی در دهستان دشت ذهاب بخش دشت ذهاب شهرستان سرپل ذهاب در استان کرمانشاه است. این روستا، مرکز بخش دشت ذهاب است.
این روستا از ادغام روستاهای کوئیک محمود، کوئیک حسن، کوئیک عزیزی و کوئیک مجید تشکیل شد و به کوئیک تغییرنام داده شد.

## جمعیت
بر پایه سرشماری عمومی نفوس و مسکن در سال ۱۳۹۵، جمعیت این روستا برابر با ۱٬۷۵۴ نفر (۴۶۴ خانوار) بوده‌است.